# Paulo Thiago
Paulo Thiago Alencar Antunes (Brasilia, Distrito Federal; 25 de enero de 1981) es un artista marcial mixto brasileño que actualmente compite en la categoría de peso wélter. Es también un miembro de la Policía Militar de Brasil y trabaja para la BOPE, una unidad de fuerzas especiales de Brasilia.

## Primeros años
Thiago es de Brasilia, Brasil, y comenzó a entrenar judo cuando tenía cinco años de edad.

## Carrera en artes marciales mixtas
Thiago hizo su debut profesional en Storm Samurai 8 en 2005. Peleo contra Ricardo Petrucio y ganó la pelea por sumisión en el tercer asalto. Sus siguientes tres peleas fueron en la misma noche casi un año después de su debut. Thiago compitió en el Gran Premio de Planaltina, ganando sus tres peleas y se convirtió en el ganador del torneo. Thiago terminó las tres peleas por sumisión. Después de dos victorias más, Thiago fue firmado por Jungle Fights MMA. Thiago ganó cuatro peleas para la promoción antes de ser firmado por el UFC.
Actualmente entrena con el equipo Constrictor, filial del equipo de Black House, el famoso gimnasio de Anderson Silva y los hermanos Nogueira.

## Vida personal
Thiago está casado y tiene dos hijos gemelos.

## Campeonatos y logros
- Ultimate Fighting Championship
  - KO de la Noche (Una vez)
  - Sumisión de la Noche (Una vez)
  - Pelea de la Noche (Una vez)

## Récord en artes marciales mixtas
| Resultado | Récord | Oponente                | Método                                  | Evento                                 | Fecha                    | Ronda | Tiempo | Localización          | Notas                 |
| --------- | ------ | ----------------------- | --------------------------------------- | -------------------------------------- | ------------------------ | ----- | ------ | --------------------- | --------------------- |
| Derrota   | 19–11  | Sam Liera               | TKO (golpes)                            | SMASH Global 9                         | 19 de diciembre de 2019  | 1     | 4:58   | Hollywood, California |                       |
| Victoria  | 19–10  | Alton Barbosa           | Decisión (unánime)                      | Global Legion FC 13                    | 13 de diciembre de 2019  | 3     | 5:00   | Miramar, Florida      |                       |
| Derrota   | 18–10  | Michał Materla          | TKO (golpes)                            | KSW 40                                 | 22 de octubre de 2017    | 2     | 0:50   | Dublín                |                       |
| Victoria  | 18–9   | Faycal Hucin            | Sumisión (armbar)                       | Fight2Night 2                          | 28 de abril de 2017      | 1     | 3:11   | Foz do Iguaçu         |                       |
| Victoria  | 17–9   | Cheick Kone             | Sumisión (rear-naked choke)             | Fight2Night 1                          | 4 de noviembre de 2016   | 3     | 4:16   | Río de Janeiro        |                       |
| Victoria  | 16–9   | Paulistenio Rocha       | Decisión (unánime)                      | The Warriors Combat 3                  | 13 de agosto de 2016     | 3     | 5:00   | Brasília              |                       |
| Derrota   | 15–9   | Markus Perez Echeimberg | Decisión (dividida)                     | Thunder Fight 7                        | 25 de junio de 2016      | 5     | 5:00   | São Paulo             |                       |
| Derrota   | 15–8   | Sean Spencer            | Decisión (unánime)                      | UFC Fight Night: Bigfoot vs. Arlovski  | 13 de septiembre de 2014 | 3     | 5:00   | Brasilia              |                       |
| Derrota   | 15–7   | Gasan Umalatov          | Decisión (unánime)                      | UFC Fight Night: Miocic vs. Maldonado  | 31 de mayo de 2014       | 3     | 5:00   | São Paulo             |                       |
| Derrota   | 15–6   | Brandon Thatch          | Sumisión (rodillazo al cuerpo y golpes) | UFC Fight Night: Belfort vs. Henderson | 9 de noviembre de 2013   | 1     | 2:10   | Goiânia               |                       |
| Victoria  | 15–5   | Michel Prazeres         | Decisión (unánime)                      | UFC on FX: Belfort vs. Rockhold        | 18 de mayo de 2013       | 3     | 5:00   | Jaraguá do Sul        |                       |
| Derrota   | 14–5   | Dong-hyun Kim           | Decisión (unánime)                      | UFC on Fuel TV: Franklin vs. Le        | 10 de noviembre de 2012  | 3     | 5:00   | Macao                 |                       |
| Derrota   | 14–4   | Siyar Bahadurzada       | KO (golpe)                              | UFC on Fuel TV: Gustafsson vs. Silva   | 14 de abril de 2012      | 1     | 0:42   | Estocolmo             |                       |
| Victoria  | 14–3   | David Mitchell          | Decisión (unánime)                      | UFC 134                                | 27 de agosto de 2011     | 3     | 5:00   | Río de Janeiro        |                       |
| Derrota   | 13–3   | Diego Sánchez           | Decisión (unánime)                      | UFC 121                                | 23 de octubre de 2010    | 3     | 5:00   | Anaheim, California   | Pelea de la Noche.    |
| Derrota   | 13–2   | Martin Kampmann         | Decisión (unánime)                      | UFC 115                                | 12 de junio de 2010      | 3     | 5:00   | Vancouver             |                       |
| Victoria  | 13–1   | Mike Swick              | Sumisión técnica (D'arce choke)         | UFC 109                                | 6 de febrero de 2010     | 2     | 1:54   | Las Vegas, Nevada     | Sumisión de la Noche. |
| Victoria  | 12–1   | Jacob Volkmann          | Decisión (unánime)                      | UFC 106                                | 21 de noviembre de 2009  | 3     | 5:00   | Las Vegas, Nevada     |                       |
| Derrota   | 11–1   | Jon Fitch               | Decisión (unánime)                      | UFC 100                                | 11 de julio de 2009      | 3     | 5:00   | Las Vegas, Nevada     |                       |
| Victoria  | 11–0   | Josh Koscheck           | KO (golpe)                              | UFC 95                                 | 21 de febrero de 2009    | 1     | 3:29   | Londres               | KO de la Noche.       |
| Victoria  | 10–0   | Luis Dutra              | TKO (lesión en la rodilla)              | Jungle Fight 11                        | 13 de septiembre de 2008 | 1     | 0:40   | Río de Janeiro        |                       |
| Victoria  | 9–0    | Ferrid Kheder           | Decisión (unánime)                      | Jungle Fight 10                        | 12 de julio de 2008      | 3     | 5:00   | Río de Janeiro        |                       |
| Victoria  | 8–0    | Paulo Cavera            | Sumisión (arm-triangle choke)           | Jungle Fight 9: Warriors               | 31 de mayo de 2008       | 1     |        | Río de Janeiro        |                       |
| Victoria  | 7–0    | Leonardo Pecanha        | Decisión (unánime)                      | Jungle Fight 8                         | 6 de abril de 2008       | 3     | 5:00   | Río de Janeiro        |                       |
| Victoria  | 6–0    | Fernando Bettega        | Sumisión (arm-triangle choke)           | Capital Fight 1                        | 14 de diciembre de 2007  | 1     | 2:02   | Brasilia              |                       |
| Victoria  | 5–0    | Franklin Careli         | Sumisión (rear-naked choke)             | Conquista Fight 3                      | 12 de mayo de 2007       | 2     | 0:37   | Río de Janeiro        |                       |
| Victoria  | 4–0    | Igor Maux               | Sumisión (anaconda choke)               | Grand Prix Planaltina                  | 13 de octubre de 2006    | 1     | 1:06   | Planaltina            |                       |
| Victoria  | 3–0    | Diogo Almeida           | Sumisión (guillotine choke)             | Grand Prix Planaltina                  | 13 de octubre de 2006    | 3     | 1:21   | Planaltina            |                       |
| Victoria  | 2–0    | Marcone Bezerra         | Sumisión (arm-triangle choke)           | Grand Prix Planaltina                  | 13 de octubre de 2006    | 3     | 1:31   | Planaltina            |                       |
| Victoria  | 1–0    | Ricardo Petrucio        | Sumisión (triangle choke)               | Storm Samurai 8                        | 2 de julio de 2005       | 3     | 1:36   | Río de Janeiro        |                       |